# Dánský kulturní kánon
Dánský kulturní kánon (dánsky Kulturkanonen) tvoří soubor 108 vynikajících děl dánského kulturního dědictví v osmi kategoriích: architektura, výtvarné umění, design a řemesla, film, literatura, hudba, scénické umění a kultura pro děti. Jeho vytvoření inicioval v roce 2004 Brian Mikkelsen (v letech 2001–2008 dánský ministr kultury). Vzniklo původně sedm výborů odborníků pod záštitou dánského ministerstva kultury, kteří v letech 2005–2006 vybrali „sbírku a prezentaci největších a nejvýznamnějších děl dánského kulturního dědictví“.
Byl sestaven s cílem „abychom nezapomínali na naši společnou kulturní historii – a na to, jak byla vždy součástí širší mezinárodní kultury“. Během práce sedmi výborů vznikla ještě osmá kategorie: kultura pro děti. Hlavním předsedou byl lingvista profesor Jørn Lund, předsedové a členové jednotlivých výborů jsou uvedeny v sekcích. Každá kategorie obsahuje 12 děl, ačkoli hudba obsahuje 12 partitur klasické hudby + 12 děl populární hudby a v případě literatury poslední dvanáctou položkou je antologie, která zahrnuje 24 různých literárních textů.

## Architektura
Výbor pro architekturu byl požádán, aby vybral 12 děl zahrnujících jak stavby, tak krajinářské úpravy. Bylo rozhodnuto, že díla mohou být buď v Dánsku navržená jedním nebo více Dány, nebo v zahraničí navržená dánskými architekty. Výbor se skládal z následujících členů: architekt Lone Wiggers (předseda), architekt Carsten Juel-Christiansen, krajinářská architektka Malene Hauxnerová, architekt Lars Juel Thiis a architekt Kent Martinussen.
| Stavba                                                                      | Lokace                               | Období                                               | Tvůrce/Architekt                                                            | Obrázek                                                 |
| --------------------------------------------------------------------------- | ------------------------------------ | ---------------------------------------------------- | --------------------------------------------------------------------------- | ------------------------------------------------------- |
| románský kostel Hover kirke                                                 | nedaleko od Ringkøbing, Jutsko       | 12. století                                          | neznámý                                                                     | románský kostel Hover kirke                             |
| zámek Glorup                                                                | blízko Nyborg, ostrov Fyn            | 12. století, přestavby 1742–1743 1762–1765 1773–1775 | Philip de Lange, Christian Joseph Zuber, Nicolas-Henri Jardin               | zámek Glorup                                            |
| rokoková čtvrť Frederiksstaden, součástí je rokokový kostel Frederiks Kirke | Kodaň, Sjælland                      | 1749–1771                                            | Nicolai Eigtved                                                             | královský palaác Amalienborg ze střechy Frederiks Kirke |
| katedrála Vor Frue Kirke                                                    | Kodaň, Sjælland                      | 1811–1829                                            | Christian Frederik Hansen                                                   | katedrála Vor Frue kirke                                |
| lesopark Dyrehaven (oficiálně Jægersborg Dyrehave)                          | Klampenborg u Kodaně, Sjælland       | 1846                                                 | Rudolph Rothe                                                               | brána Vesthus                                           |
| terasové domy Brumleby                                                      | čtvrť Østerbro, Kodaň                | 1854–1856                                            | Michael Gottlieb Bindesbøll, Vilhelm Klein                                  | terasové domy Brumleby                                  |
| hřbitov Mariebjerg (Mariebjerg Kirkegård)                                   | Gentofte, předměstí Kodaně, Sjælland | 1925–1935                                            | Gudmund Nyeland Brandt                                                      | hřbitov Mariebjerg                                      |
| Aarhuská univerzita (Aarhus Universitet)                                    | Aarhus, Jutsko                       | 1931                                                 | Kay Fisker, Christian Frederik Møller, Povl Stegmann, Carl Theodor Sørensen | Aarhuská univerzita, hlavní budova                      |
| Aarhuská radnice (Aarhus Rådhus)                                            | Aarhus, Jutsko                       | 1937–1942                                            | Arne Jacobsen, Erik Møller                                                  | Aarhuská radnice                                        |
| Fingerplanen (urbanistický plán pro Kodaň z roku 1947)                      | Kodaň                                | 1947                                                 | Peter Bredsdorff                                                            | Fingerplanen (urbanistický plán 1947)                   |
| Opera v Sydney                                                              | Sydney, Austrálie                    | 1957–1973                                            | Jørn Utzon                                                                  | Opera v Sydney                                          |
| Most přes Velký Belt (Storebæltsbroen)                                      | mezi ostrovy Sjælland a Fyn          | 1991–1998                                            | architektonický ateliér Dissing+Weitling                                    | Storebæltsbroen                                         |

## Výtvarné umění
Výbor pro výtvarné umění rozhodl, že do výběru mohou být zařazena pouze ta díla umělců, která byla dokončena. Rozhodli také, že každý z členů komise může vybrat dílo, které si obzvláště cení. Tímto způsobem výbor nejprve vybral sedm děl, načež pět členů vybralo každý jedno dílo. Výbor tvořili umělec Hein Heinsen (předseda), kunsthistorik Hans Edvard Nørregård-Nielsen, kunsthistorička a autorka Bente Scaveniusová, umělec Bjørn Nørgaard a umělkyně Sophia Kalkauová.

## Design a řemesla
Výbor pro design a řemesla rozhodl, že výběr by měl být založen na dílech s užitečnými funkcemi, která byla relevantní v době svého vzniku a zároveň jsou rozpoznatelná i dnes. Měla by také být významná z mezinárodní perspektivy. Výbor tvořili architektka Merete Ahnfeldt-Mollerupová (předsedkyně), designér a keramik Erik Magnussen, designérka Astrid Kroghová, keramička Ursula Munch-Petersenová a designér nábytku a osvětlení Louise Campbell.

## Film
Výbor pro film se při výběru zaměřil na filmy, které odrážejí dánský život a jsou obsazeny dánskými herci. Do výběru bylo nicméně zařazeno filmové drama Sult (Hlad) z roku 1966, který režíroval dánský režisér Henning Carlsen a byl natočen podle knižní předlohy nositele Nobelovy ceny za literaturu, norského spisovatele Knuta Hamsuna, ale celý se natáčel a odehrává se v Oslo, hlavní roli vytvořil švédský herec Per Oscarsson a také většina ostatních rolí byla obsazena švédskými nebo norskými herci. Komise pracovala ve složení režisérka Susanne Bierová (předsedkyně), filmová střihačka a pozdější rektorka Dánské filmové školy Vinca Wiedemannová, filmový producent Tivi Magnusson, autor a filmový kritik Ole Michelsen a programový ředitel Jacob Neiiendam.

## Hudba
Výbor pro hudbu vysvětlil, že s ohledem na širokou škálu dánské hudby se zaměřil spíše na jednotlivá díla než na skladatelovu tvorbu. Výbor vytvořil dva seznamy: jeden pro tzv. partiturní neboli klasickou hudbu, druhý pro populární hudbu, ačkoli oba seznamy by měly být posuzovány jako celek. Výbor tvořili umělecký vedoucí orchestru Per Erik Veng (předseda), skladatel Jørgen I. Jensen, Torben Bille, Inger Sørensen a Henrik Marstal.

## Scénické umění
Výbor pro scénická umění vysvětlil, že při výběru vycházel z děl, která jsou ve své době jedinečná a představují něco nového a zároveň mají význam i dnes. Výbor tvořili herec, režisér, divadelní ředitel a spisovatel Flemming Enevold (předseda), hlavní dramaturgyně Karen-Maria Billeová, spisovatel a dramaturg Jokum Rohde, herečka Sonja Richterová a spisovatel, univerzitní pedagog, baletní kritik a teoretik Erik Aschengreen.

## Kultura pro děti
Tato kategorie nebyla původně jako samostatná plánovaná. Výběr vznikl spontánně v průběhu prací v ostatních oblastech. Nejedná se tedy o samostatný výbor, ale návrhy na zařazení děl pro děti do dánského kulturního kánonu přicházely ze všech ostatních výborů průběžně, tak jak pracovaly ve své tematické oblasti.